# Sarning (Gemeinde Waidhofen an der Thaya-Land)
Sarning ist ein Ort, eine Ortschaft und eine Katastralgemeinde in der Gemeinde Waidhofen an der Thaya-Land im nördlichen Waldviertel in Niederösterreich. Die Ortschaft hat 37 Einwohner (Stand 1. Jänner 2024).

## Begriff
Der Name Sarning leitet sich von slawisch sârnica, „Binsenbach“ her.

## Geschichte
1230 wurde Sawerlings erstmals erwähnt. Als spätere Schreibweisen sind Sernik, Serbling und Särning überliefert.
1499 gehörte Serbling zur Herrschaft Waidhofen, 1575 kam Särning zur Pfarre Waidhofen.
Im Jahr 1784 kam dann Sarning zur Pfarre Buchbach. Laut Adressbuch von Österreich waren im Jahr 1938 in Sarning einige Landwirte mit Direktvertrieb ansässig.